# Gumperding (Gemeinde Würmla)
Gumperding ist eine Katastralgemeinde und ein Ortsteil der Marktgemeinde Würmla in Niederösterreich.

## Geografie
Der Ort liegt an der Landesstraße L2281 und kam 1971 bei der Gemeindestrukturreform zur Großgemeinde Würmla.

## Geschichte
Erstmals erwähnte wurde Gumperding im Jahr 1108 unter den Namen Cumpotingin. Laut Adressbuch von Österreich waren im Jahr 1938 in Gumperding ein Gastwirt und drei Landwirte mit Direktvertrieb ansässig.

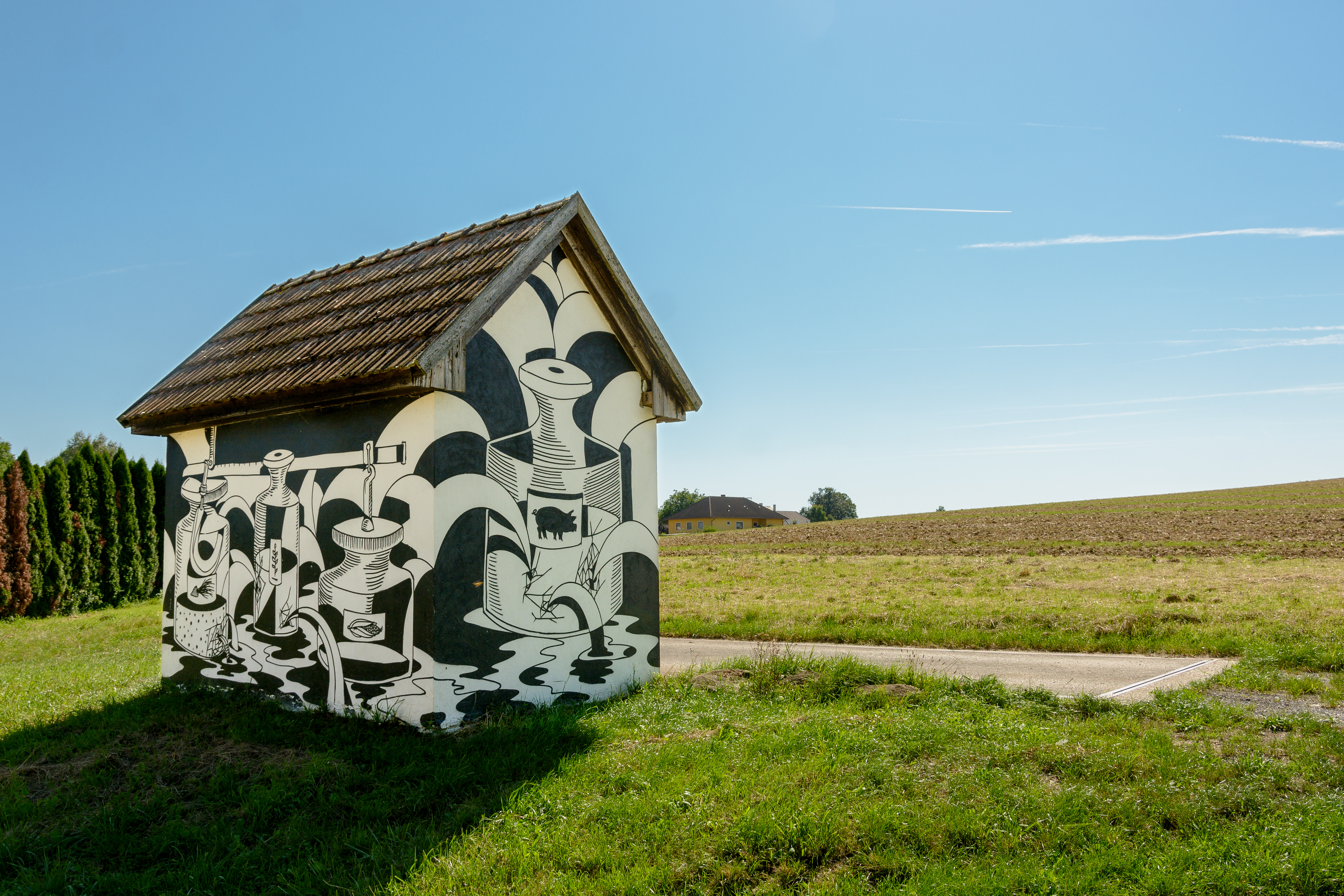
Ehemalige Brückenwaage

Die ehemalige Brückenwaage in Gumperding ist Teil des Kunstprojekts Würmlas Wände von Katharina C. Herzog und David Leitner.